# Le Lamentin
Le Lamentin es una comuna de Francia situada la zona central del departamento insular antillano de Martinica. 

## Características generales

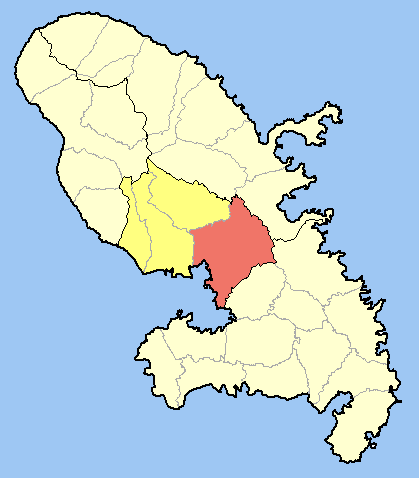
Ubicación de Le Lamentin en la subprefectura de Le Marin dentro del departamento de Martinica.

Con 62,32 km² es la de mayor área en la isla. Por sus 39.458 habitantes es asimismo la segunda ciudad de Martinica, por detrás sólo de Fort-de-France. Su densidad es de 633 hab./km².
Es la primera ciudad industrial, albergando en efecto cuatro zonas industriales: Lézarde, Jambette, Les Mangles y Places d'Armes. En la localidad se encuentra asimismo la refinería de petróleo "La Sara", dos grandes centros comerciales, y otras grandes instalaciones como el hipódromo Carrère. También se encuentran allí Aeropuerto Internacional de Martinica, nombrado en honor al poeta, pensador y político Aimé Césaire, quien nació en Le Lamentin. 
El río Lézarde, el más largo de la isla con 30 km, atraviesa la localidad.

## Clima
| Parámetros climáticos promedio de Le Lamentin (1981–2010) | Parámetros climáticos promedio de Le Lamentin (1981–2010) | Parámetros climáticos promedio de Le Lamentin (1981–2010) | Parámetros climáticos promedio de Le Lamentin (1981–2010) | Parámetros climáticos promedio de Le Lamentin (1981–2010) | Parámetros climáticos promedio de Le Lamentin (1981–2010) | Parámetros climáticos promedio de Le Lamentin (1981–2010) | Parámetros climáticos promedio de Le Lamentin (1981–2010) | Parámetros climáticos promedio de Le Lamentin (1981–2010) | Parámetros climáticos promedio de Le Lamentin (1981–2010) | Parámetros climáticos promedio de Le Lamentin (1981–2010) | Parámetros climáticos promedio de Le Lamentin (1981–2010) | Parámetros climáticos promedio de Le Lamentin (1981–2010) | Parámetros climáticos promedio de Le Lamentin (1981–2010) |
| Mes                                                       | Ene.                                                      | Feb.                                                      | Mar.                                                      | Abr.                                                      | May.                                                      | Jun.                                                      | Jul.                                                      | Ago.                                                      | Sep.                                                      | Oct.                                                      | Nov.                                                      | Dic.                                                      | Anual                                                     |
| --------------------------------------------------------- | --------------------------------------------------------- | --------------------------------------------------------- | --------------------------------------------------------- | --------------------------------------------------------- | --------------------------------------------------------- | --------------------------------------------------------- | --------------------------------------------------------- | --------------------------------------------------------- | --------------------------------------------------------- | --------------------------------------------------------- | --------------------------------------------------------- | --------------------------------------------------------- | --------------------------------------------------------- |
| Temp. máx. abs. (°C)                                      | 32.1                                                      | 32.9                                                      | 34.4                                                      | 34.1                                                      | 33.7                                                      | 33.7                                                      | 32.8                                                      | 34.2                                                      | 35.2                                                      | 35.4                                                      | 34.1                                                      | 32.1                                                      | 35.4                                                      |
| Temp. máx. media (°C)                                     | 28.8                                                      | 28.9                                                      | 29.4                                                      | 30.2                                                      | 30.7                                                      | 30.7                                                      | 30.7                                                      | 31.2                                                      | 31.4                                                      | 31.1                                                      | 30.3                                                      | 29.5                                                      | 30.2                                                      |
| Temp. media (°C)                                          | 25.5                                                      | 25.4                                                      | 25.8                                                      | 26.5                                                      | 27.4                                                      | 27.8                                                      | 27.7                                                      | 27.8                                                      | 27.6                                                      | 27.3                                                      | 26.8                                                      | 26.0                                                      | 26.8                                                      |
| Temp. mín. media (°C)                                     | 22.1                                                      | 21.8                                                      | 22.1                                                      | 22.9                                                      | 24.0                                                      | 24.8                                                      | 24.8                                                      | 24.4                                                      | 23.9                                                      | 23.5                                                      | 23.2                                                      | 22.6                                                      | 23.3                                                      |
| Temp. mín. abs. (°C)                                      | 14.2                                                      | 14.6                                                      | 16.1                                                      | 16.6                                                      | 18.7                                                      | 20.2                                                      | 20.1                                                      | 19.9                                                      | 19.0                                                      | 19.1                                                      | 17.2                                                      | 14.1                                                      | 14.1                                                      |
| Precipitación total (mm)                                  | 120.6                                                     | 83.1                                                      | 83.2                                                      | 105.9                                                     | 134.5                                                     | 174.5                                                     | 206.9                                                     | 258.0                                                     | 225.4                                                     | 279.3                                                     | 278.8                                                     | 144.7                                                     | 2094.9                                                    |
| Días de precipitaciones (≥ 1.0 mm)                        | 18.80                                                     | 14.10                                                     | 13.70                                                     | 12.17                                                     | 13.17                                                     | 17.77                                                     | 20.53                                                     | 20.43                                                     | 19.20                                                     | 19.57                                                     | 19.73                                                     | 18.60                                                     | 207.77                                                    |
| Horas de sol                                              | 181.4                                                     | 196.7                                                     | 229.5                                                     | 212.2                                                     | 203.5                                                     | 192.1                                                     | 202.3                                                     | 224.3                                                     | 210.3                                                     | 191.0                                                     | 178.9                                                     | 178.5                                                     | 2400.6                                                    |
| Fuente: Meteo France                                      |                                                           |                                                           |                                                           |                                                           |                                                           |                                                           |                                                           |                                                           |                                                           |                                                           |                                                           |                                                           |                                                           |